# Глебко, Антон Олегович
Антон Олегович Глебко (род. 21 сентября 1989) — российский фехтовальщик-шпажист, призёр Европейских игр. Мастер спорта.

## Биография
Родился в 1989 году в Челябинске. Фехтованием занялся в 1998 году у тренера М. В. Корнеева. В 2014 году вошёл в сборную России. Выступал за ГБУ МО СШОР по ЛВС, ГБУМО ЦСП ОВС, РЦСП СК и СР, СК «Вулкан», ЦСКА.
На юниорском чемпионате мира был третьим в личном зачёте. В 2015 году стал серебряным призёром Европейских игр в командной шпаге. В 2017 году — бронзовым призёром чемпионата мира в командной шпаге.